# جوردن بيل
جوردن بيل (7 يناير 1995 في الولايات المتحدة - ) (بالإنجليزية: Jordan Bell)‏ هو لاعب كرة سلة أمريكي في مركز هجوم قوي الجسم. لعب مع غولدن ستايت ووريورز وOregon Ducks men's basketball ‏.

## وصلات خارجية
- جوردن بيل على موقع إن بي أي (الإنجليزية)
- جوردن بيل على موقع سبورتس رفرنس (الإنجليزية)
- جوردن بيل على موقع كرة السلة الأوروبية.كوم (الإنجليزية)
- جوردن بيل على موقع إي إس بي إن.كوم (الإنجليزية)
- جوردن بيل على موقع كلية كرة السلة في سبورتس رفرنس.كوم (الإنجليزية)
- جوردن بيل على موقع ريلجم (الإنجليزية)
- جوردن بيل على موقع بروبوليرز (الإنجليزية)
- جوردن بيل على موقع سبورتس رفرنس (الإنجليزية)
- جوردن بيل على موقع سبورتس رفرنس (الإنجليزية)